# Нохрін Денис Олександрович
Дени́с Олекса́ндрович Нохрін (Спартак) — підполковник Національної гвардії України, заступник командира 15-го окремого полку НГУ. Учасник російсько-української війни. Кавалер Хреста бойових заслуг (2022), ордена «За мужність» III ступеня (2023) 

## Життєпис
Із сім'ї військовиків.
Заступник командира 15-го полку НГУ, з місцем постійної дислокації Слов'янськ.
Учасник російсько-української війн. Брав участь у боях за місто Рубіжне на Луганщині у 2022 році. Організував приховану переправу свого підрозділу через річку Сіверський Донець, налагодив оборону та забезпечення, коли мости вже були зруйновані.

## Нагороди
- Хрест бойових заслуг (27 липня 2022) — за визначні особисті заслуги у захисті державного суверенітету та територіальної цілісності України, самовіддане служіння Українському народу, вірність військовій присязі[1]
- Медаль «Захиснику Вітчизни» (22 липня 2022) — за особисту мужність і самовіддані дії, виявлені у захисті державного суверенітету та територіальної цілісності України, вірність військовій присязі[2]
- Орден «За мужність» 3-го ступеня (26 липня 2023) — за особисті мужність і героїзм, виявлені при боротьбі зі злочинністю, а також в інших випадках при виконанні військового, службового, громадянського обов'язку в умовах, пов'язаних з ризиком для життя.[3]